# 科利希
科利希是德国莱茵兰-普法尔茨州的一个市镇。总面积4.99平方公里，总人口506人，其中男性261人，女性245人（2011年12月31日），人口密度101人/平方公里。